# Mystical Ninja Starring Goemon
Mystical Ninja Starring Goemon (Ganbare Goemon: Neo Momoyama Bakufu no Odori (がんばれゴエモン〜ネオ桃山幕府のおどり〜?) en japonés) es un videojuego creado por Konami para Nintendo 64 en 1997. Es uno de los pocos juegos de esta saga que ha logrado salir de Japón, llegando también a Europa y Estados Unidos. Ha logrado estar entre los 35 mejores juegos de Nintendo 64. En Nintendo 64 tiene dos secuelas: Ganbare Goemon: Derodero Dōchū Obake Tenko Mori (Goemon's Great Adventure en América y Mystical Ninja Starring Goemon 2 en Europa) y Goemon: Mononoke Sugoroku, inédito en occidente.

## Historia
La historia comienza cuando Japón es sobrevolada por una nave espacial, los extraterrestres se hacen llamar los shogun del monte Melocotón, y capturan a la princesa de castillo Oedo. Goemon y Ebisumaru van tras los extraterrestres para rescatar a la princesa.Por el camino se le unirán varios aliados, Sasuke el robot y la ninja Yae, además de un robot gigante llamado Impact, que acude a la llamada de Goemon cuando más lo necesita. La historia se desarrolla durante todo el juego y bien podría servir como guía de este.
Goemon y sus amigos deben viajar al espacio para derrotar a los shogun, Lily y Dancin. La primera mazmorra es el castillo Oedo, en la que Goemon y Ebisumaru logran vencer a los shogun por primera vez. Poco después llega la primera batalla con el robot gigante Impact. Tras ella logran llegar a Zazen town, donde se les une Yae. Para continuar el viaje necesitan vencer a Benkei, que custodia el puente para salir de la ciudad, y tras vencerle les entrega al robot Sasuke, pero sin pilas para funcionar. Para la siguiente mazmorra Ebisumaru debe obtener la magia para acceder por pasadizos y vencer al jefe del castillo de los fantasmas.
Más tarde Goemon encuentra las baterías para que Sasuke funcione, ya que sus bombas son necesarias para acceder a la tercera mazmorra: Festival Temple. Tras derrotar a los enemigos de esa región deben ir a otra, para ello es necesario la magia de Goemon, que le hace más fuerte para mover bloques de metal. Así se llega a una nueva ciudad, donde Yae aprende la magia para bucear para llegar a una nueva mazmorra, Gourmet submarine castle, que acaba con otra batalla con el robot Impact. Lo siguiente es encontrar al kappa Keihachi que vive en Zazen town para obtener la magia de Sasuke.
Una vez conseguidos los cuatro ítems especiales Goemon y el resto deben viajar al espacio, donde se encuentran con Omitsu y Wiseman, que llegaron junto a una región que elevaron los shogun, en la mazmorra "Georgeus my stage" se libra la última batalla.

## Personajes
- Goemon: Es el personaje principal de la aventura. Sus armas son una pipa, que se transforma en cadena para llegar a sitios inaccesibles y los ryou (las monedas del juego), que se lanzan con llamas. Con la magia puede hacerse el doble de fuerte.
- Ebisumaru: Siempre acompaña a Goemon. Sus armas son un martillo y una cámara de fotos para revelar caminos ocultos. Gracias a la magia puede hacerse diminuto y alcanzar lugares especiales.
- Sasuke: Es un ninja robótico, para controlarlo es necesario encontrar antes las pilas que le ponen en marcha. Sus armas son los kunai(que son como dagas), y las bombas. Con la magia puede volar durante un pequeño periodo de tiempo.
- Yae: Es una agente kunoichi secreta. Usa la katana, un bazooka y una flauta que le permite invocar a un dragón. Con la magia puede transformarse en una sirena y permanecer bajo el agua durante un tiempo ilimitado.
- Omitsu: Vive en la ciudad de Goemon y trabaja en una casa de té.
- Impact: Es un robot gigante, en realidad es estrella de cine en otro país, pero siempre acude a la llamada de Goemon para luchar.
- Wiseman: Es un sabio que fue secuestrado por los shogun, además de ser el creador de Sasuke. Se pone en contacto con Goemon por medio de una anciana.

## Mazmorras y jefes
- Oedo castle: Antiguamente era el castillo de la princesa de Edo, ahora es controlado por los shogun del monte Melocotón.En este nivel no se obtiene ningún arma. Su jefe es una enorme cabeza que lanza rayos y escupe fuego, fácil de vencer.
- Ghost toys castle: Es un enorme castillo lleno de fantasmas, aquí Ebisumaru puede obtener la cámara de fotos, necesaria para vencer a los fantasmas. El jefe del nivel es un muñeco japonés que lanza cohetes, es necesaria la cámara para vencerlo.
- Festival temple castle: Un templo lleno de trampas. También están aquí los enemigos más peligrosos. Sasuke puede obtener el kunai de frío severo que congela a los enemigos. El jefe es un fantasma que lanza discos explosivos.
- Gourmet submarine castle: Es un nivel sencillo en el que aparecen varias comidas. Yae consigue aquí el bazoka. El jefe es un pez enorme al que hay que derrotar con el robot gigante Impact en el último momento.
- Georgeus stage: Este nivel pertenece al espacio exterior. En él hay que usar todas las habilidades de los personajes. Al final hay que enfrentarse a dos robots con Impact, uno de ellos el enemigo final, Dancin.

## Crítica
La crítica fue buena en general, aunque algo eclipsada por el lanzamiento de The Legend of Zelda: Ocarina of Time. Consiguió notas altas en la mayoría de revistas y lugares de internet.
Se vendieron 200.000 copias del juego aproximadamente, la mitad de ellas de Japón, donde este personaje es muy popular. En Europa y Estados Unidos gozó de un éxito limitado.

## Trucos
- Monedas infinitas: Para conseguir monedas ilimitadas entra en el castillo Oedo y rompe las tinajas, sal de la zona y al volver a entrar rompelas de nuevo para conseguir más monedas, repítelo cuanto quieras.
- Pelo de Goemon amarillo: Usa la magia para que el pelo de Goemon se vuelva amarillo y lánzate al vacío en cualquier lugar, cuando vuelvas a la vida el pelo será permanente, este efecto no se puede quitar una vez hecho.